# Wheeler County (Texas)
Wheeler County je okres ve státě Texas v USA. K roku 2010 zde žilo 5 410 obyvatel. Správním městem okresu je Wheeler. Celková rozloha okresu činí 2 370 km².